# Халалиш (Арад)
Халалиш (рум. Hălăliș) насеље је у Румунији у округу Арад у општини Саваршин. Oпштина се налази на надморској висини од 189 m.

## Становништво
Према подацима из 2002. године у насељу је живело 128 становника, од којих су сви румунске националности.